# Římskokatolická farnost – arciděkanství Trutnov I
Římskokatolická farnost – arciděkanství Trutnov I je územním společenstvím římských katolíků v rámci trutnovského vikariátu královéhradecké diecéze.

## O farnosti

### Historie
O Trutnově je první písemná zmínka z roku 1260. V témže roce zde pražský biskup Jan III. z Dražic ustanovil farnost. Farnost byla od počátku svěřena řeholníkům z Nisy. To trvalo až do roku 1521. V době předbělohorské byla farnost luterská a udržovala četné styky s reformačními centry ve Slezsku. V roce 1745 dosavadní kostel vyhořel, a poškozen byl do té míry, že již nebylo možno jej obnovit. V letech 1755-1782 byl proto vystavěn nový kostel jako úplná novostavba.
Ve farnosti v polovině 20. století působil jako duchovní správce Jan František Novák. Ten dne 10. července 1961 zemřel poté, co se vrátil z výslechu, při kterém byl nucen k podpisu spolupráce s StB. Na jeho místo byl ustanoven prorežimně orientovaný kněz a spisovatel Josef Jelen. Ten se za svého působení na životě farnosti velmi negativně podepsal. V roce 1963 odešel Jelen z kněžské služby. Předtím však stačil značně zkomplikovat život svému kaplanovi Františku Michálkovi, který byl uvězněn, a svému sousedovi, administrátorovi ze Svobody nad Úpou, Jaroslavu Hanělovi, který se v důsledku jeho činnosti nervově zhroutil. Později vydal Josef Jelen knihu Stín katedrály, ve které si "vyřizoval účty" se svým trutnovským působením a se svým kněžstvím vůbec. Knihu následně přepracoval i do podoby scénáře k filmu. O jeho natočení však nikdy nebyl zájem.
V roce 1980 byla v rámci výstavby nového sídla Okresního výboru KSČ zbořena původní historická budova arciděkanství, která stávala v těsné blízkosti kostela. Farní úřad byl následně přestěhován do řadového domu ve Školní ulici.

#### Přehled duchovních správců
- 1945 - 1952 R.D. Josef Novák
- 1952 - 1953 R.D. Antonín Kubát (administrátor)
- 1953 - 1956 R.D. ThDr. Eduard Broj (administrátor)
- 1956 - 1961 R.D. Jan František Novák (administrátor)
  - 1955-1963 R.D. František Michálek (kaplan) (31.3. 1913-1993)
- 1961 - 1963 P. Josef Jelen, CSsR (administrátor, v r. 1963 odešel z kněžské služby, † 2006)
- 1963 (dva měsíce) R.D. Jan Záruba (administrátor, odpadl, usiloval o přijetí mezi duchovenstvo Československé církve)
- 1963 - 1969 R.D. Karel Vopařil (5.9. 1925 - 7.4. 1995) (administrátor)
- 1969 - 1977 R.D. Stanislav Fišar (1921 - 1. 1. 1977) (administrátor)[3]
- 1977 - 1992 R.D. Václav Pavliš (12.2. 1945 - 4.3. 1997) (administrátor)
- 1992 - 1998 R.D. Mgr. Petr Boháč (administrátor)
- 1998 - 2002 R.D. Vladimír Janouch (arciděkan)
- 2002 - 2003 R.D. Mgr. Miroslav Dítě (administrátor)
- 2003 - 2011 Mons. ThLic. Mirosław Michalak (administrátor, od r. 2008 arciděkan)
- 2011 - 2018 D. ThLic. Adrian Jaroslav Sedlák, O.Praem. (administrátor)
  - od r. 2013 R.D. PhDr. Mgr. Jiří Pilz (výpomocný duchovní)
- 2018 - současnost ICLic. ThLic. Ján Kubis (arciděkan)

### Současnost
Farnost má sídelního duchovního správce, který zároveň spravuje ex currendo farnosti Trutnov III - Poříčí a Žacléř. Ve farnosti je zároveň ustanoven další kněz, coby výpomocný duchovní a tři trvalí jáhnové.
| Kostel                             | Místo          | Bohoslužba                        | Bohoslužba                  | Poznámka         |
| ---------------------------------- | -------------- | --------------------------------- | --------------------------- | ---------------- |
| Kostel Narození Panny Marie        | Dolní Žďár     | neslouží se pravidelně            | neslouží se pravidelně      | filiální kostel  |
| Kostel sv. Jana Nepomuckého        | Libeč          | neslouží se pravidelně            | neslouží se pravidelně      | filiální kostel  |
| Kaple Nejsvětějšího Srdce Ježíšova | Oblanov        | neslouží se pravidelně            | neslouží se pravidelně      | obecní kaple     |
| Kostel Nejsvětější Trojice         | Pilníkov       | 1. a 3. sobota v měsíci           | 15.30 (s nedělní platností) | filiální kostel  |
| Kostel sv. Anny                    | Staré Buky     | neslouží se pravidelně            | neslouží se pravidelně      | filiální kostel  |
| Kostel sv. Šimona a Judy           | Starý Rokytník | neslouží se pravidelně            | neslouží se pravidelně      | filiální kostel  |
| Kostel Narození Panny Marie        | Trutnov        | neděle úterý středa čtvrtek pátek | 9.00; 18.00 8.30 18.00      | farní kostel     |
| Kaple Všech svatých / sv. Kříže    | Trutnov        | neslouží se pravidelně            | neslouží se pravidelně      | hřbitovní kaple  |
| Kostel sv. Vojtěcha                | Vlčice         | neslouží se pravidelně            | neslouží se pravidelně      | filiální kostel  |
| Kostel sv. Josefa                  | Voletiny       | 4. neděle v měsíci                | 7.45                        | hřbitovní kostel |